# چاه مهراب چاه ولی محمد
چاه حاجی کریم یا چاه مهراب چاه ولی محمد یا رزاق‌آباد روستایی در دهستان سیب و سوران بخش مرکزی شهرستان سیب و سوران استان سیستان و بلوچستان ایران است.

## جمعیت
بر پایه سرشماری عمومی نفوس و مسکن در سال ۱۳۹۵ جمعیت این مکان ۳۶ نفر (۹خانوار) بوده‌است.